# 160-й отдельный танковый батальон
160-й отдельный танковый батальон — воинская часть Вооруженных сил СССР в Великой Отечественной войне.

## История
Батальон сформирован в конце 1941 года. При формировании в батальоне были 4 танка Т-34 и 14 Т-60 
В действующей армии с 25 декабря 1941 года по 23 апреля 1942 и с 27 июля 1942 по 17 мая 1944 года.
В конце декабря 1941 года передан в состав 2-й ударной армии, где был разделён на три группы. Танки Т-34 были приданы 327-й стрелковой дивизии, 8 танков Т-60 - 57-й стрелковой бригаде, оставшиеся танки отряжены в поддержку 23-й и 24-й стрелковым бригадам. Эти группы соответственно, поддерживали наступление стрелковых частей 7 января 1942 года и с 13 января 1942 года.
В конце января оставшиеся 4 Т-34 и 6 Т-60 из состава батальона были приданы 327-й стрелковой дивизии и вошли в состав сводной танковой группы. В недостаточно подготовленных атаках сводная группа несла большие потери, так 27 января 1942 года дивизия атаковала Спасскую Полисть, успеха не достигла, но группа потеряла 5 танков, из них один Т-34. Сводная группа танков участвовала в атаках на Спасскую Полисть по 14 февраля 1942 года (после того, как  327-й стрелковая дивизия ушла к Красной Горке, действовала с частями боевой группы генерала Андреева). 14 февраля 1942 года батальон получил оставшиеся танки и личный состав 162-го танкового батальона, который убыл на переформирование.
На 1 марта 1942 года в батальоне, который дислоцировался близ деревни Ольховка, насчитывалось 2 Т-34 и 11 Т-60. В течение марта 1942 года очевидно все танки батальона были потеряны, оставшийся личный состав батальона был выведен на восточный берег Волхова и отправлен на переформирование.
В июле 1942 года в Ногинске вошёл в состав 256-й танковой бригады и продолжал действовать в её составе.
17 мая 1944 года переименован во 1-й танковый батальон 256-й танковой бригады и утратил статус воинской части.

## Подчинение
| Дата            | Фронт (округ)            | Армия             | Корпус | Бригада                | Примечания |
| --------------- | ------------------------ | ----------------- | ------ | ---------------------- | ---------- |
| 01.01.1942 года | Волховский фронт         | 2-я ударная армия | -      | -                      | -          |
| 01.02.1942 года | Волховский фронт         | 2-я ударная армия | -      | -                      | -          |
| 01.03.1942 года | Волховский фронт         | 2-я ударная армия | -      | -                      | -          |
| 01.04.1942 года | Волховский фронт         | 52-я армия        | -      | -                      | -          |
| 01.05.1942 года | Московский военный округ | -                 | -      | -                      | -          |
| 01.06.1942 года | Московский военный округ | -                 | -      | -                      | -          |
| 01.07.1942 года | Московский военный округ | -                 | -      | -                      | -          |
| 01.08.1942 года | Калининский фронт        | 30-я армия        | -      | 256-я танковая бригада | -          |
| 01.09.1942 года | Западный фронт           | 29-я армия        | -      | 256-я танковая бригада | -          |
| 01.10.1942 года | Западный фронт           | 33-я армия        | -      | 256-я танковая бригада | -          |
| 01.11.1942 года | Западный фронт           | 33-я армия        | -      | 256-я танковая бригада | -          |
| 01.12.1942 года | Западный фронт           | 33-я армия        | -      | 256-я танковая бригада | -          |
| 01.01.1943 года | Западный фронт           | 33-я армия        | -      | 256-я танковая бригада | -          |
| 01.02.1943 года | Западный фронт           | 33-я армия        | -      | 256-я танковая бригада | -          |
| 01.03.1943 года | Западный фронт           | 16-я армия        | -      | 256-я танковая бригада | -          |
| 01.04.1943 года | Западный фронт           | 33-я армия        | -      | 256-я танковая бригада | -          |
| 01.05.1943 года | Западный фронт           | 33-я армия        | -      | 256-я танковая бригада | -          |
| 01.06.1943 года | Западный фронт           | 33-я армия        | -      | 256-я танковая бригада | -          |
| 01.07.1943 года | Западный фронт           | 33-я армия        | -      | 256-я танковая бригада | -          |
| 01.08.1943 года | Западный фронт           | 33-я армия        | -      | 256-я танковая бригада | -          |
| 01.09.1943 года | Западный фронт           | 33-я армия        | -      | 256-я танковая бригада | -          |
| 01.10.1943 года | Западный фронт           | 33-я армия        | -      | 256-я танковая бригада | -          |
| 01.11.1943 года | Западный фронт           | 33-я армия        | -      | 256-я танковая бригада | -          |
| 01.12.1943 года | Западный фронт           | 33-я армия        | -      | 256-я танковая бригада | -          |
| 01.01.1944 года | Западный фронт           | 33-я армия        | -      | 256-я танковая бригада | -          |
| 01.02.1944 года | Западный фронт           | 33-я армия        | -      | 256-я танковая бригада | -          |
| 01.03.1944 года | Западный фронт           | 33-я армия        | -      | 256-я танковая бригада | -          |
| 01.04.1944 года | Западный фронт           | 33-я армия        | -      | 256-я танковая бригада | -          |
| 01.05.1944 года | 2-й Белорусский фронт    | -                 | -      | 256-я танковая бригада | -          |

## Командиры
в 1943 году батальоном командовал майор Курцев Владимир Гаврилович 1906 г.р. позже был политруком этого батальона, вплоть до его расформирования в 1944 году, после того как батальон 7 января в ходе боя за хутор Боровляны попал в болото, и не смог оказать помощь 659 отб, в результате чего 659 отб прикрывая пехоту, был почти полностью уничтожен противником вступив в неравный бой с 15 тиграми. Курцев В. Г. попал под трибунал, был лишён звания и должности, направлен в штрафбат, искупил вину кровью подорвавшись на мине, востановлен в звании и должности, войну закончил в Кёнигсберге, умер в 1992 году. Информация на сайте подвиг народа. наградные документы.